# Un cantico per Leibowitz
Un cantico per Leibowitz (A Canticle for Leibowitz) è un romanzo di fantascienza postapocalittico scritto da Walter M. Miller e pubblicato nel 1959. Contiene riferimenti alla scienza, alla filosofia e alla religione. Si basa su tre racconti brevi ed è l'unico romanzo pubblicato da Miller nel corso della sua vita. È considerato un classico della fantascienza e ha vinto nel 1961 il Premio Hugo per il miglior romanzo.
Ambientata in un monastero cattolico del deserto del Sud-Ovest degli Stati Uniti dopo la devastazione provocata da una guerra nucleare, la storia si espande per secoli nel corso dei quali la civiltà rinasce. I monaci dell'Ordine Albertiano di Leibowitz s'incaricano di preservare ciò che rimane della conoscenza scientifica dell'umanità prima dell'olocausto nucleare (il "Diluvio di Fiamma") in attesa che il mondo possa nuovamente utilizzarla.
Con quest'opera Miller ha voluto realizzare un'opera che mostrasse la funzione unica e insostituibile, secondo l'Autore, della Chiesa cattolica in un mondo che, accecato dall'orgoglio della propria scienza, può perdere di vista i valori spirituali della tolleranza e della comprensione, e inevitabilmente cade nell'inferno di un conflitto catastrofico.
Nel romanzo, esasperate per l'orribile destino del mondo, le popolazioni si sono ribellate contro i governi e gli scienziati responsabili della catastrofe, e hanno bandito la scienza e la cultura come foriere di inevitabili lutti. E ancora una volta, come nel primo medioevo, quello storico in Europa occidentale, è compito della Chiesa, e soprattutto dei suoi ordini monastici, conservare e tramandare i frammenti della sapienza del passato, pur non comprendendoli, in attesa che gli uomini, divenuti migliori, sappiano di nuovo interpretare, finalmente per il bene universale, la scienza che male adoperata portò al disastro. La storia comincia nel XXVI secolo (600 anni dopo l'epoca dello scrittore), epoca in cui i sopravvissuti hanno conoscenze vaghe e confuse del XX e XXI secolo e di come avvenne il Diluvio di Fiamma: nella prima parte si accenna al sovrano che cominciò la guerra attaccando per primo, il Principe Name (Name sta forse per "North America").
Il romanzo è stato ispirato dalla partecipazione dell'autore al bombardamento alleato dell'Abbazia di Montecassino durante la seconda guerra mondiale. È considerato dai critici un capolavoro per i temi filosofici ed etici che vengono trattati.
Negli ultimi anni della sua vita, Miller lavorò al séguito di A Canticle for Leibowitz, di cui scrisse una notevole parte. Il romanzo, intitolato San Leibowitz e il Papa del giorno dopo (Saint Leibowitz and the Wild Horse Woman), fu completato da Terry Bisson e pubblicato nel 1997.

## Trama
Il romanzo è strutturato in tre parti:

### Fiat Homo
Si svolge nei secoli bui, 600 anni dopo il "Diluvio di Fiamma". Nel XXVI secolo il mondo è terrorizzato da animali, mutanti e rapinatori. La conoscenza è mescolata ai miti, mentre monasteri cattolici conservano resti indecifrabili di civiltà preesistenti, in particolare della "Magna Civitas" (la civiltà europea-americana del XXI secolo). L'Ordine Albertiniano di Ricercatori e Memorizzatori di Libri, fondato da Isaac Edward Leibowitz, si è assunto il compito di salvare tutto quanto rimaneva del sapere dopo che la furia dei popoli imbarbariti si era accanita contro ogni forma di scienza e cultura, dando la colpa dell'olocausto nucleare ai sapienti e ai dotti (Periodo della Semplificazione). Nell'Abbazia del Beato Leibowitz i monaci hanno copiato ripetutamente i “Memorabilia” del passato, pur senza comprenderne il significato: per loro diagrammi, schemi e formule scientifiche sono solo simboli incomprensibili di una conoscenza che preservano fedelmente ma non possono più decifrare. Il Beato Leibowitz è considerato un grande santo ma il lettore scopre che era un fisico ebreo e i suoi documenti erano liste della spesa, biglietti della lotteria e schemi di sistemi elettrici. Ci sono pure accenni a un coinvolgimento di Leibowitz in un progetto segreto del governo statunitense per armamenti atomici. Frate Francis Gerard dello Utah, un giovane novizio, trova fra i documenti di Leibowitz un disegno tecnico. Ciò gli causerà moltissimi guai, soprattutto perché la causa di canonizzazione di Leibowitz è un argomento scottante, e l'abate Arkos è risentito che sia stata turbata la pace dell'Abbazia. Anni dopo, Francis è incaricato di portare il documento di Leibowitz e una sua copia a Papa Leone XXI nel Vaticano, che è a Nuova Roma, nel Missouri, poiché la Roma originale è ormai un cratere radioattivo inabitabile per millenni. Si cerca una prova che dimostri che Leibowitz si convertì al cattolicesimo, pronunziò i voti e creò l'Ordine solo dopo essere diventato certo che sua moglie fosse morta, così da poterlo canonizzare senza indugi. Francis viene ucciso nel tentativo di recuperare una copia di questo disegno, copia illuminata a cui aveva lavorato per 15 anni.

### Fiat Lux
In questa sezione il lettore fa un altro salto di 600 anni e si trova nel 3174, in un periodo che è molto simile al Rinascimento. Leibowitz è ufficialmente santo da sei secoli, e Francis Gerard dello Utah ha ricevuto il titolo di Venerabile. Nel XXXII secolo la scienza si libera dalle catene della religione e viene reinventata l'elettricità. L'alba di una nuova era è impersonata da uno scienziato sicuro di sé, Thon Taddeo. Jerome "Dom Paulo" Del Pecos, l'abate anziano e gentile, mette in dubbio i vantaggi delle nuove invenzioni tecnologiche cercando una loro integrazione nella fede, ma sa che, ora che scienziati laici e secolarizzati vogliono riscoprire tutto il sapere della Magna Civitas, l'Ordine Albertiano di Leibowitz perderà a poco a poco la sua ragion d'essere. Intanto Hannegan II, Signore del Texark (nuova potenza militare nata dal Texas, forse da Texarkana), vuole dichiarare guerra alle nazioni vicine e ai Popoli Nomadi per ingrandirsi e unificare tutto il nord del continente, com'era ai tempi degli Stati Uniti d'America. Lo scontro tra Hannegan II e Papa Benedetto XXII, che vede minacciata l'indipendenza del Vaticano a Nuova Roma, è imminente. La guerra è alle porte e Dom Paulo, prostrato da un male terminale, sa che è la fine di un'epoca e l'inizio di una nuova. Il séguito di queste vicende è narrato in San Leibowitz e il Papa del giorno dopo, ambientato nel 3240.

### Fiat Voluntas Tua
Altri 600 anni in avanti, e nel 3781 il mondo è a un livello tecnologico di gran lunga superiore a quello del XXI secolo, eppure sta nuovamente entrando nella crisi globale di una guerra nucleare. L'Ordine Albertiano di Leibowitz ha perso il proprio potere ma l'abate Jethrah Zerchi prepara una nave spaziale per sfuggire al secondo olocausto, secondo un piano elaborato quasi cinquant'anni prima da Papa Celestino VIII e dal successore Paolo VII. Un gruppo di monaci e di bambini lascia la Terra e la vecchia Chiesa per ricominciare la vita su Alpha Centauri. Se Papa Gregorio XVII e i chierici sulla Terra moriranno, spetterà a loro preservare il Seggio di Pietro e la civiltà umana nei tempi futuri, come avevano già fatto i seguaci di Leibowitz millesettecento anni addietro, dopo il primo Diluvio di Fiamma.

## Personaggi ricorrenti
Tre sono i personaggi che ricorrono in tutti il romanzo, da ogni salto di 600 anni all'altro:
- Frate Francis, ricordato come "Venerabile" nella seconda e terza parte;
- Una strana statua di Leibowitz dal sorriso ironico e beffardo scolpita nella prima parte da Frate Fango, la quale suscita o l'ammirazione o lo sdegno degli abati che si succedono al monastero;
- Il Vecchio Ebreo, ossia Benjamin Eleazar bar Joshua. Il nome "Eleazar" è meglio noto come Lazzaro. Compare, vivo e vegeto, in tutte e tre le parti del romanzo, nonché nel séguito San Leibowitz e il Papa del giorno dopo, e asserisce di avere tanti anni quanti i secoli trascorsi dell'Era Cristiana: sarebbe nato, all'incirca, nel 35 a.C. Sarcastico, enigmatico e scostante, girovago e solitario, conosce Francis nella prima parte dando il via a una serie di eventi per i quali viene scambiato per l'anima del Beato Leibowitz che indica a Francis dove sono le sue "reliquie". Non dice molto di sé. Nonostante l'identificazione con Lazzaro, come spiega nella seconda parte a Jerome "Dom Paulo" di cui è grande amico, ancora aspetta il Messia, come tutti gli ebrei. Benjamin Eleazar altri non è che l'Ebreo errante del mito.

## Influenza culturale
Una parte del romanzo è stata ripresa nel libro Il mattino dei maghi di Louis Pauwels e Jacques Bergier, raccolta di saggi sul realismo fantastico pubblicata nel 1960.

## Edizioni
- Walter M. Miller, Un cantico per Leibowitz, traduzione di Roberta Rambelli, Science Fiction Book Club 6 I serie (7), Piacenza, Casa Editrice La Tribuna, 1964,  p. 429.
- Walter M. Miller, Un cantico per Leibowitz, traduzione di Roberta Rambelli, Urania Collezione n.84, Arnoldo Mondadori Editore, 2009.